# 母带

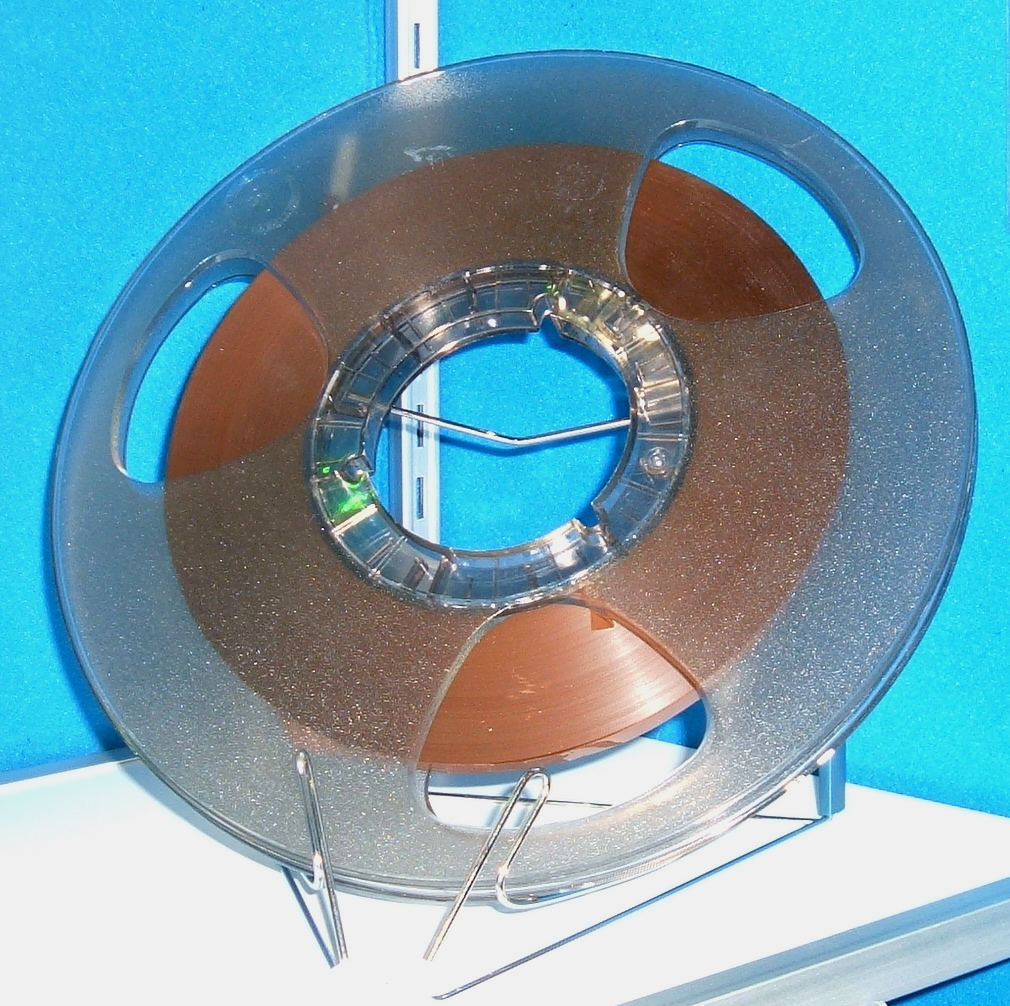
母带

母带是指在工作室里制作或錄製出的最初的、且不再做任何修改、可以直接大批量复制的原始音乐或視頻、電影的電子檔或其他實體卡帶以及录音带。製作母帶的過程就叫母带制作。母带制作完成后，就要拿到工厂里进行复制。所有副本均來自於母帶。 